# Mario Niccoli
Mario Niccoli (La Spezia, 1904 – Roma, 1964) è stato uno storico delle religioni italiano.
Collaboratore della rivista Ricerche religiose, fu dal 1929 redattore dell'Enciclopedia Italiana. Emerse soprattutto come curatore degli scritti del suo maestro Ernesto Buonaiuti.